# لورينزو كلايتون
لورينزو كلايتون (بالإنجليزية: Lorenzo Clayton)‏ هو فنان تنصيبي أمريكي، ولد في 1950 في To'Hajiilee Navajo Chapter ‏ في الولايات المتحدة.